# Le Mesnil-Thomas
Le Mesnil-Thomas é uma comuna francesa na região administrativa do Centro, no departamento Eure-et-Loir. Estende-se por uma área de 16,67 km². Em 2010 a comuna tinha 338 habitantes (densidade: 20,3 hab./km²).